# Hiéroglyphe linéaire
Pour les articles homonymes, voir Hiéroglyphe.
 (février 2013).
Si vous disposez d'ouvrages ou d'articles de référence ou si vous connaissez des sites web de qualité traitant du thème abordé ici, merci de compléter l'article en donnant les références utiles à sa vérifiabilité et en les liant à la section « Notes et références ».
L'écriture en hiéroglyphe linéaire est une version simplifiée des hiéroglyphes égyptiens.
L'écriture linéaire (ou écriture réduite) fut inventée pour pallier deux problèmes majeurs de l'écriture hiéroglyphique sacrée, à savoir un temps d'exécution très long pour tracer chaque caractère, et l'inadaptation de cette écriture aux surfaces non gravées. En fait, les hiéroglyphes linéaires étaient utilisés pour les textes dont l'esthétique n'avait pas une importance primordiale. Alors que l'écriture hiéroglyphique sacrée s'attachait aux détails et à faire de chaque caractère une œuvre d'art à part entière, l'écriture linéaire, elle, ne s'attarde que sur le minimum permettant la compréhension du caractère. Bien qu'ils conservent leur aspect figuratif, les hiéroglyphes linéaires sont un pas en avant vers l'abstraction qui mènera à la création de l'écriture hiératique.

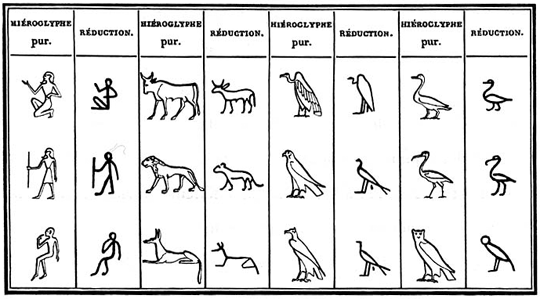
Exemples de hiéroglyphes avec leur équivalent réduit (Champollion)